# Helmholtz-Gemeinschaft
La Helmholtz-Gemeinschaft Deutscher Forschungszentren (traduction littérale : « Association Helmholtz des Centres de recherche allemands ») est le plus grand organisme de recherche allemand. Elle est composée de 15 centres de recherches indépendants dans le domaine des sciences naturelles et de la médecine. Elle compte environ 25 700 employés et possède un budget annuel de plus de 3 milliards d'euros. Elle tire son nom du scientifique allemand Hermann von Helmholtz.

## Centres de recherche membres

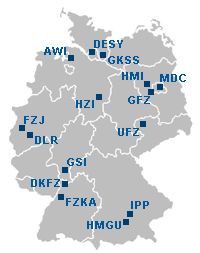
Les différents centres de recherche membres de la Helmholtz-Gemeinschaft.

Les membres de la Helmholtz-Gemeinschaft Deutscher Forschungszentren sont :
- Centre allemand pour l'aéronautique et l'astronautique (DLR), Cologne ;
- Forschungszentrum Jülich GmbH (FZJ), Juliers ;
- Institut de technologie de Karlsruhe (KIT), Karlsruhe ;
- Centre de recherche sur les ions lourds (GSI), Darmstadt ;
- GKSS-Forschungszentrum Geesthacht GmbH (GKSS), Geesthacht ;
- Helmholtz-Zentrum Dresden-Rossendorf (en) (HZDR), Dresde ;
- Helmholtz Zentrum München - Deutsches Forschungszentrum für Gesundheit und Umwelt, près de Munich ;
- Helmholtz-Zentrum Berlin für Materialien und Energie (HZB)[1], Berlin ;
- Helmholtz-Zentrum für Infektionsforschung GmbH (HZI)[2], Brunswick ;
- Helmholtz-Zentrum für Umweltforschung (UFZ)[3], Leipzig ;
- Max-Planck-Institut für Plasmaphysik e.V. (IPP), près de Munich, en tant que membre associé ;
- Alfred-Wegener-Institut für Polar- und Meeresforschung (AWI), Bremerhaven ;
- Deutsches Elektronen-Synchrotron (DESY), Hambourg ;
- Deutsches Krebsforschungszentrum (DKFZ) (Centre allemand de recherche sur le cancer), Heidelberg ;
- GeoForschungsZentrum (GFZ), Potsdam ;
- Max-Delbrück-Centrum für Molekulare Medizin (MDC), Berlin.